# Slim Whitaker
 (novembre 2023).
Si vous disposez d'ouvrages ou d'articles de référence ou si vous connaissez des sites web de qualité traitant du thème abordé ici, merci de compléter l'article en donnant les références utiles à sa vérifiabilité et en les liant à la section « Notes et références ».
Pour les articles homonymes, voir Whitaker.
Charles Orby Whitaker, connu sous le nom de scène Slim Whitaker (Kansas City, Missouri, 29 juillet 1893 – Los Angeles, en Californie, 27 juin 1960), est un acteur américain.

## Biographie
Slim Whitaker commence sa carrière en 1914, à l'époque du cinéma muet, dans Tested by Fire de Fred Huntley et joue, pendant plus de trente ans, jusqu'au lendemain de la Seconde Guerre mondiale, dans de très nombreux films de série B, en grande partie des westerns dans lesquels il interprète généralement le rôle du méchant ou du mexicain.

## Filmographie partielle
- 1914 : Tested by Fire de Fred Huntley
- 1925 : On the Go de Richard Thorpe
- 1925 : The Hurricane Horseman de Robert Eddy
- 1925 : Tearin' Loose de Richard Thorpe
- 1925 : Galloping On de Richard Thorpe
- 1926 : The Fighting Cheat de Richard Thorpe
- 1926 : Rawhide de Richard Thorpe
- 1926 : Un bon business (The Bonanza Buckaroo) de Richard Thorpe
- 1926 : Twin Triggers de Richard Thorpe
- 1926 : Double Daring de Richard Thorpe
- 1926 : Trumpin' Trouble de Richard Thorpe
- 1926 : The Bandit Buster de Richard Thorpe
- 1926 : Ace of Action (en) de William Bertram
- 1926 : The Stolen Ranch (en) de William Wyler
- 1927 : Soda Water Cowboy de Richard Thorpe
- 1927 : The Obligin' Buckaroo de Richard Thorpe
- 1927 : Le Désert des damnés (The Desert of the Lost) de Richard Thorpe
- 1927 : Gun Gospel de Harry Joe Brown
- 1927 : The Ridin' Rowdy de Richard Thorpe
- 1927 : The Phantom Buster de William Bertram
- 1928 : The Flying Buckaroo de Richard Thorpe
- 1928 : The Ranger Patrol de Walter Fabian
- 1928 : The Canyon of Adventure d'Albert S. Rogell
- 1928 : Desperate Courage de Richard Thorpe
- 1928 : Saddle Mates de Richard Thorpe
- 1929 : Cheyenne d'Albert S. Rogell
- 1930 : Shadow Ranch de Louis King
- 1930 : The Dawn Trail de W. Christy Cabanne
- 1930 : Le Chanteur du ranch (Oklahoma Cyclone) de John P. McCarthy
- 1931 : Freighters of Destiny de Fred Allen
- 1931 : Lightnin' Smith's Return de Jack Irwin
- 1931 : The One Way Trail de Ray Taylor
- 1931 : Desert Vengeance de Louis King
- 1931 : In Old Cheyenne (en) de Stuart Paton
- 1931 : Rider of the Plains de John P. McCarthy
- 1931 : Les Volontaires de la mort (Branded Men) de Phil Rosen
- 1931 : The Avenger de R. William Neill
- 1932 : The Saddle Buster de Fred Allen
- 1932 : Cheyenne Cyclone (en) d'Armand Schaefer
- 1932 : Sunset Trail de B. Reeves Eason
- 1932 : A Man's Land (en) de Phil Rosen
- 1932 : The Man from New Mexico de John P. McCarthy
- 1932 : Le Fantôme (Haunted Gold) de Mack V. Wright
- 1932 : Guns for Hire de Lewis D. Collins
- 1932 : Ghost Valley de Fred Allen
- 1933 : Deadwood Pass de J. P. McGowan
- 1933 : Trail Drive d'Alan James
- 1933 : The Fiddlin' Buckaroo de Ken Maynard
- 1933 : L'Homme de Monterey (The Man from Monterey), de Mack V. Wright
- 1933 : Justice pour un innocent (Sagebrush Trail) d'Armand Schaefer
- 1933 : The Telegraph Trail de Tenny Wright
- 1933 : Trouble Busters de Lewis D. Collins
- 1933 : Frères dans la mort (Somewhere in Sonora) de Mack V. Wright
- 1933 : Drum Taps de J. P. McGowan
- 1933 : War of the Range de J. P. McGowan
- 1934 : The Outlaw Tamer (en) de J. P. McGowan
- 1934 : The Lost Jungle d'Armand Schaefer
- 1934 : Loser's End (en) de Bernard B. Ray
- 1934 : Fighting Through de Harry L. Fraser
- 1934 : Wheels of Destiny d'Alan James
- 1934 : The Law of the Wild d'Armand Schaefer
- 1934 : Un rude cow-boy (The Dude Ranger) d'Edward F. Cline
- 1934 : Smoking Guns d'Alan James
- 1934 : The Man from Hell (en) de Lewis D. Collins
- 1934 : The Lone Bandit de J. P. McGowan
- 1934 : The Cactus Kid de Harry S. Webb
- 1934 : Ridin' Gents de Bennett Cohn
- 1934 : Le Cavalier du désert (The Westerner)  de David Selman
- 1934 : The Prescott Kid de David Selman
- 1934 : Terror of the Plains de Harry S. Webb
- 1935 : Border Vengeance (en) de Ray Heinz
- 1935 : Unconquered Bandit de Harry S. Webb
- 1935 : Rustler's Paradise de Harry L. Fraser
- 1935 : Arizona Badman de S. Roy Luby
- 1935 : Range Warfare de S. Roy Luby
- 1935 : Circle of Death de J. Frank Glendon
- 1935 : Coyote Trails (en) de Bernard B. Ray
- 1935 : Western Frontier d'Al Herman
- 1935 : Lawless Range de Robert North Bradbury
- 1935 : When a Man's a Man d'Edward F. Cline
- 1935 : Lawless Riders (en) de Spencer Gordon Bennet
- 1935 : Le Talisman sauveur (en) (The Silver Bullet) de Bernard B. Ray
- 1935 : Last of the Clintons (en) de Harry L. Fraser
- 1935 : Horses' Collars (en) de Clyde Bruckman
- 1935 : Valley of Wanted Men d'Alan James
- 1935 : The Roaring West de Ray Taylor
- 1935 : Blazing Guns (en) de Ray Heinz
- 1935 : Wolf Riders de Harry S. Webb
- 1935 : Rio Rattler (en) de Bernard B. Ray
- 1935 : Le Chant du Far West (Tumbling Tumbleweeds) de Joseph Kane
- 1935 : Silent Valley de Bernard B. Ray
- 1935 : Rustlers of Red Dog de Lew Landers
- 1936 : Everyman's Law d'Albert Ray
- 1936 : Pinto Rustlers de Harry S. Webb
- 1936 : Lightnin' Bill Carson de Sam Newfield
- 1936 : Fast Bullets de Harry S. Webb
- 1936 : Hell-Ship Morgan de D. Ross Lederman
- 1936 : Ghost Patrol de Sam Newfield
- 1936 : Santa Fe Bound de Harry S. Webb
- 1936 : The Bold Caballero de Wells Root
- 1936 : The Riding Avenger de Harry L. Fraser
- 1936 : Rio Grande Ranger de Spencer Gordon Bennet
- 1936 : Desert Guns de Charles Hutchison
- 1936 : Riding on de Bernard B. Ray
- 1936 : Roamin' Wild (en) de Bernard B. Ray
- 1937 : Feud of the Trail de Robert F. Hill
- 1937 : Mystery Range de Robert F. Hill
- 1937 : Valley of Terror d'Al Herman
- 1937 : Lost Ranch de Sam Katzman
- 1937 : Santa Fe Rides (en) de Bernard B. Ray
- 1937 : Raw Timber de Ray Taylor
- 1937 : The Old Wyoming Trail de Folmar Blangsted
- 1937 : Melody of the Plains de Sam Newfield
- 1937 : The Silver Trail (en) de Bernard B. Ray
- 1937 : Cheyenne Rides Again (en) de Robert F. Hill
- 1937 : Round-Up Time in Texas (en) de Joseph Kane :
- 1937 : Guns in the Dark de Sam Newfield
- 1937 : Orphan of the Pecos de Sam Katzman
- 1937 : Roaring Six Guns de J. P. McGowan
- 1937 : Law of the Ranger de Spencer Gordon Bennet
- 1937 : Smoke Tree Range (en) de Lesley Selander
- 1937 : Reckless Ranger de Spencer Gordon Bennet
- 1937 : Law for Tombstone (en)  de Buck Jones et B. Reeves Eason
- 1938 : The Black Bandit (en) de George Waggner
- 1938 : Rawhide de Ray Taylor
- 1938 : Prairie Justice (en) de George Waggner
- 1938 : Frontiers of '49 de Joseph Levering
- 1938 : Crépuscule (Under Western Stars) de Joseph Kane
- 1938 : In Early Arizona de Joseph Levering
- 1938 : Rolling Caravans de Joseph Levering
- 1938 : Stagecoach Days de Joseph Levering
- 1938 : Phantom Gold de Joseph Levering
- 1938 : Pioneer Trail de Joseph Levering
- 1938 : Frontier Scout de Sam Newfield
- 1939 : Oklahoma Terror de Spencer Gordon Bennet
- 1939 : New Frontier de George Sherman
- 1939 : The Thundering West de Sam Nelson
- 1939 : Code of the Cactus (en) de Sam Newfield
- 1939 : Texas Wildcats de Sam Newfield
- 1939 : Lone Star Pioneers de Joseph Levering
- 1939 : Rollin' Westward d'Al Herman
- 1939 : The Fighting Gringo de David Howard
- 1939 : The Law Comes to Texas de Joseph Levering
- 1939 : The Marshal of Mesa City de David Howard
- 1940 : Billy the Kid in Texas (en) de Sam Newfield
- 1940 : Bullet Code (en) de David Howard
- 1940 : Rancho Grande de Frank McDonald
- 1940 : Ride, Tenderfoot, Ride (en) de Frank McDonald
- 1940 : Legion of the Lawless de David Howard
- 1940 : Prairie Law de David Howard
- 1941 : Arizona Bound (en) de Spencer Gordon Bennet
- 1941 : Along the Rio Grande (en) d'Edward Killy
- 1941 : Hands Across the Rockies de Lambert Hillyer
- 1941 : The Lone Rider in Texas Justice de Sam Newfield
- 1941 : Cyclone on Horseback d'Edward Killy
- 1941 : Law of the Range (en) de Ray Taylor
- 1941 : Billy the Kid's Round-Up (en) de Sam Newfield
- 1941 : Billy the Kid Wanted (en) de Sam Newfield
- 1941 : Saddle Mountain Roundup de S. Roy Luby
- 1942 : The Mysterious Rider de Sam Newfield
- 1942 : Come on Danger (en) d'Edward Killy
- 1942 : Little Joe, The Wrangler de Lewis D. Collins
- 1942 : La Cicatrice (The Silver Bullet) de Joseph H. Lewis
- 1942 : The Lone Rider and the Bandit de Sam Newfield
- 1942 : Billy the Kid's Smoking Guns (en) de Sam Newfield
- 1942 : Raiders of the West (en) de Sam Newfield
- 1942 : Six-Gun Gold (en) de David Howard
- 1942 : Arizona Stagecoach (en) de S. Roy Luby
- 1943 : Oklahoma Raiders de Lewis D. Collins
- 1943 : Death Rides the Plains de Sam Newfield
- 1943 : Fighting Frontier de Lambert Hillyer
- 1943 : Fugitive from Sonora (en) d'Howard Bretherton
- 1943 : Wolves of the Range (en) de Sam Newfield
- 1943 : Raiders of Red Gap de Sam Newfield
- 1944 : The Laramie Trail de John English
- 1944 : Marshal of Gunsmoke de Vernon Keays (en)
- 1944 : The Drifter de Sam Newfield
- 1946 : Overland Riders de Sam Newfield
- 1946 : Outlaws of the Plains de Sam Newfield
- 1947 : Law of the Lash de Ray Taylor
- 1947 : Pioneer Justice de Ray Taylor
- 1948 : The Westward Trail de Ray Taylor